# اونی لن
اونی لن (نروژی: Unni Lehn؛ زادهٔ ۷ ژوئن ۱۹۷۷) بازیکن فوتبال اهل نروژ بود.
وی به‌همراه تیم ملی فوتبال زنان نروژ در بازی‌های المپیک تابستانی ۲۰۰۰ به مقام قهرمانی دست پیدا کرده‌است.